# Colombiaanse voetbalbond
De Federación Colombiana de Fútbol (afkorting: Colfútbol) is de Colombiaanse voetbalbond die werd opgericht op 12 oktober 1924. De bond organiseert het Colombiaans voetbalelftal en het professionele voetbal in Colombia (onder andere het Copa Mustang). De president is Luis Bedoya, het hoofdkantoor is gezeteld in Bogota. De Colfútbol is aangesloten bij de FIFA sinds 1936.

## Voorzitters
- 1936: Carlos Lafourie Roncallo
- 1948: Bernardo Jaramillo García
- 1951: Eduardo Carbonell Insignares
- 1957: Efraín Borrero
- 1957: Rafael Fernández
- 1958: Efraín Borrero
- 1961: Pedro Nery López
- 1962: Luis Benedetti Gómez
- 1964: Eduardo Carbonell Insignares
- 1964: Alfonso Senior Quevedo
- 1971: Eduardo Carbonell Insignares
- 1975: Alfonso Senior Quevedo
- 1982: León Londoño Tamayo
- 1992: Juan José Bellini
- 1995: Hernán Mejía Campuzano (interim)
- 1996: Álvaro Fina Domínguez
- 2002: Óscar Astudillo Palomino
- 2006: Luis H. Bedoya Giraldo
- 2015: Ramón Jesurún Franco